# José Zalazar
José Luis Zalazar Rodríguez (Montevideo, 1963. október 26. – ) uruguayi válogatott labdarúgó.

## Pályafutása

### Klubcsapatban
1983 és 1986 között a Peñarolban játszott, melynek tagjaként két (1985, 1986) bajnoki címet szerzett. 1986 és 1987 között a mexikói Universidad Autónoma de Guadalajara labdarúgója volt. 1987 és 1997 között Spanyolországban játszott. 1987 és 1988 között a Cádiz, 1988 és 1989 között az Espanyol játékosa volt. 1990-től 1996-ig az Albacete színeiben több, mint 200 mérkőzésen lépett pályára. Az 1996–97-es szezonban a Racing Santander volt a csapata. 1997-ben hazatért a Nacionalhoz, ahol kis időt töltött. 1998-ban a Bella Vistában játszott. 1999-ben az Albacetében fejezte be a pályafutását.   

### A válogatottban
1984 és 1993 között 7 alkalommal szerepelt az uruguayi válogatottban. Részt vett és az 1986-os világbajnokságon. Tagja volt az 1983-as ifjúsági világbajnokságon szereplő U20-as válogatott keretének is.

## Sikerei
Peñarol
- Uruguayi bajnok (2): 1985, 1986